# Удосконалена камера для досліджень

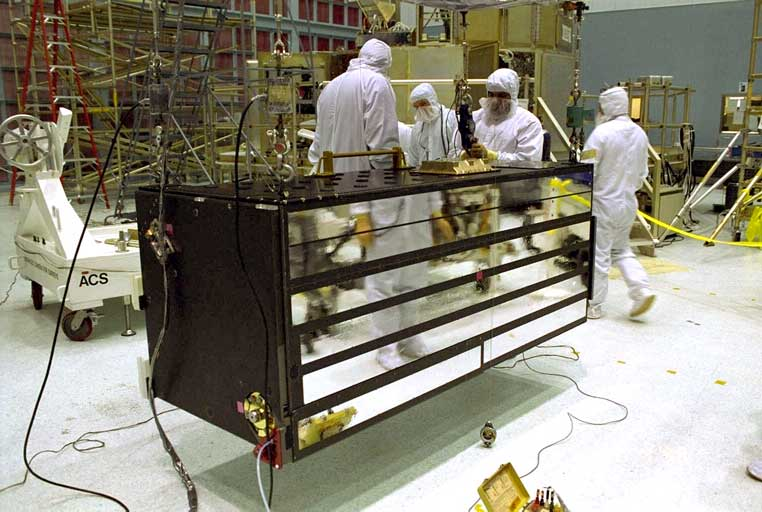
Удосконалена камера для досліджень в Центрі космічних польотів імені Ґоддарда до її встановлення на космічний телескоп Габбл

Удосконалена камера для досліджень (англ. Advanced Camera for Surveys (ACS)) є інструментом третього покоління, який знаходиться на борту Космічного телескопа Габбл. Початковий дизайн та наукові можливості ACS були розроблені командою, що працювала в університеті Джонса Гопкінса. ACS був зібраний і ретельно протестований у компанії Ball Aerospace & Technologies Corp. та в Центрі космічних польотів імені Ґоддарда. Після цього пройшов фінальну перевірку перед польотом на Космічному центрі Кеннеді, перед тим як був інтегрований у вантажний відсік шатла Колумбія. Інструмент був виведений на орбіту 1 березня 2002 року під час Космічної місії обслуговування 3B (STS-109) і встановлений на телескопі Габбл 7 березня, замінивши старий інструмент — Камеру для спостережень слабких об'єктів (FOC), останній з оригінальних інструментів. Вартість ACS становила 86 мільйонів доларів США на той час.

## Опис

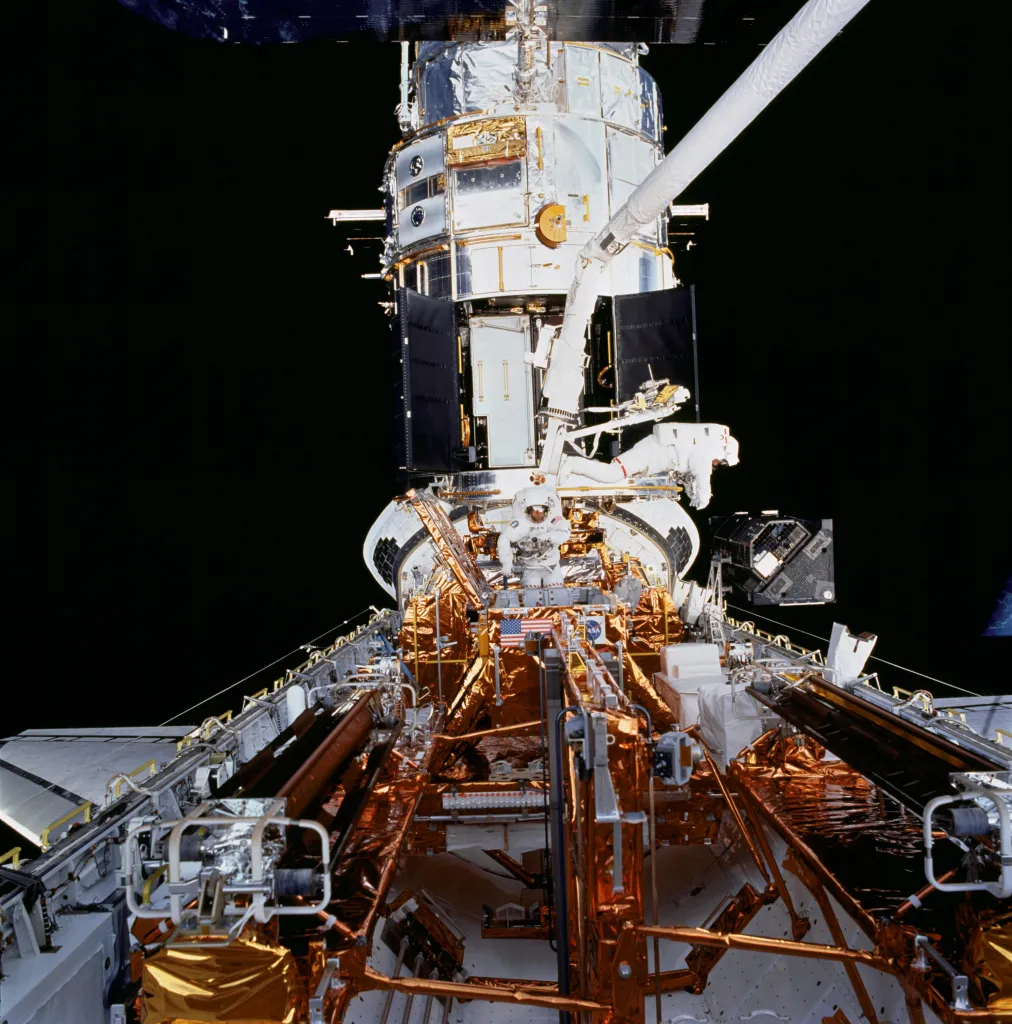
Астронавти Джеймс Ньюман та Майкл Массіміно встановлюють ACS

ACS — це надзвичайно потужний і універсальний інструмент, який став основним пристроєм для зйомки на борту Космічного телескопа Габбл. Він мав кілька важливих переваг порівняно з іншими інструментами телескопа: три канали з високою роздільною здатністю, які охоплюють ультрафіолетове та ближнє інфрачервоне випромінювання частини спектра. Це дозволяло отримувати зображення з великою деталізацією в різних діапазонах хвиль. ACS також мав велику площу детектора і високу квантову ефективність, що значно збільшило ефективність відкриттів на телескопі Габбл — приблизно в десять разів більше порівняно з попередніми інструментами. Крім того, він був оснащений широким набором фільтрів та мав можливості для коронографії (для вивчення навколишнього середовища зір), поляриметрії (для дослідження поляризації світла) та використання гризмів (для спектроскопії). Завдяки цим можливостям спостереження, проведені за допомогою ACS, дозволили астрономам отримати надзвичайно чутливі зображення та вивчати широкий спектр астрономічних явищ — від комет і планет у нашій Сонячній системі до найбільш віддалених квазарів, які відомі науці. Одним із найвідоміших прикладів таких спостережень є Hubble Ultra Deep Field.

## Канали та детектори
ACS (Advanced Camera for Surveys) має три незалежні канали, кожен з яких призначений для виконання конкретних наукових завдань. Один із каналів наразі вимкнений, але інші два забезпечують високу чутливість і точність у спостереженнях.

### Канал широкого поля (WFC)
Цей канал є найбільш використовуваним серед усіх каналів ACS. Детектор WFC складається з двох з'єднаних CCD-матриць розміром 2048×4096 пікселів. Це дає роздільну здатність 15 мкм на піксель, що забезпечує загальну кількість пікселів — 16 мільйонів. Масштаб зображення складає 0,05″ на піксель, а ефективна площа поля зору — 202″×202″. Спектральний діапазон цього каналу охоплює від 350 до 1100 нм, що дозволяє спостерігати об'єкти в видимій та ближній інфрачервоній частині спектра. Одним із прикладів використання цього каналу стала місія SWEEPS, яка допомогла знайти 16 кандидатів на екзопланети в центрі нашої Галактики.

### Канал високої роздільної здатності (HRC)
Цей канал був вимкнений у 2007 році через електричну несправність, але до цього він надавав надзвичайно чіткі зображення на меншій площі поля зору. Детектор HRC складався з CCD-матриці розміром 1024×1024 пікселі та мав вдвічі вищу роздільну здатність, ніж канал WFC — 0,025″ на піксель. Це дозволяло отримувати зображення з дуже високою деталізацією, проте його поле зору було меншим (26″×29″). HRC також був набагато чутливішим до ультрафіолетового світла, особливо в діапазоні менше ніж 350 нм. Для зйомки слабких об'єктів поруч з яскравими зорями цей канал використовував два методи пригнічення світла, що покращували контрастність зображень. Один із них — це коронографія, яка дозволяла затемнювати зорі, щоб чіткіше знімати об'єкти поруч з ними, наприклад, диски навколо зір. Іншим методом був "Fastie Finger" — тонка смужка, яка допомагала покращити зображення слабких об'єктів на фоні яскравих зір.

### Канал для спостережень в ультрафіолеті (SBC)
Канал SBC використовує мульти-анодний мікроканальний масив (MAMA), пристрій для підрахунку фотонів з низьким фоновим шумом, який оптимізований для роботи в ультрафіолетовому діапазоні хвиль від 115 до 170 нм. Просторова роздільна здатність цього каналу становить 0,034″×0,030″ на піксель, а поле зору — 34,6″×30,0″. SBC є важливим для спостережень в ультрафіолетовому спектрі, хоча насправді він є запасним каналом для Космічного спектрографа для зйомки (STIS), який також використовується на телескопі Габбл для глибших спектроскопічних досліджень.

## Проблеми та виправлення ACS у 2006—2009 роках

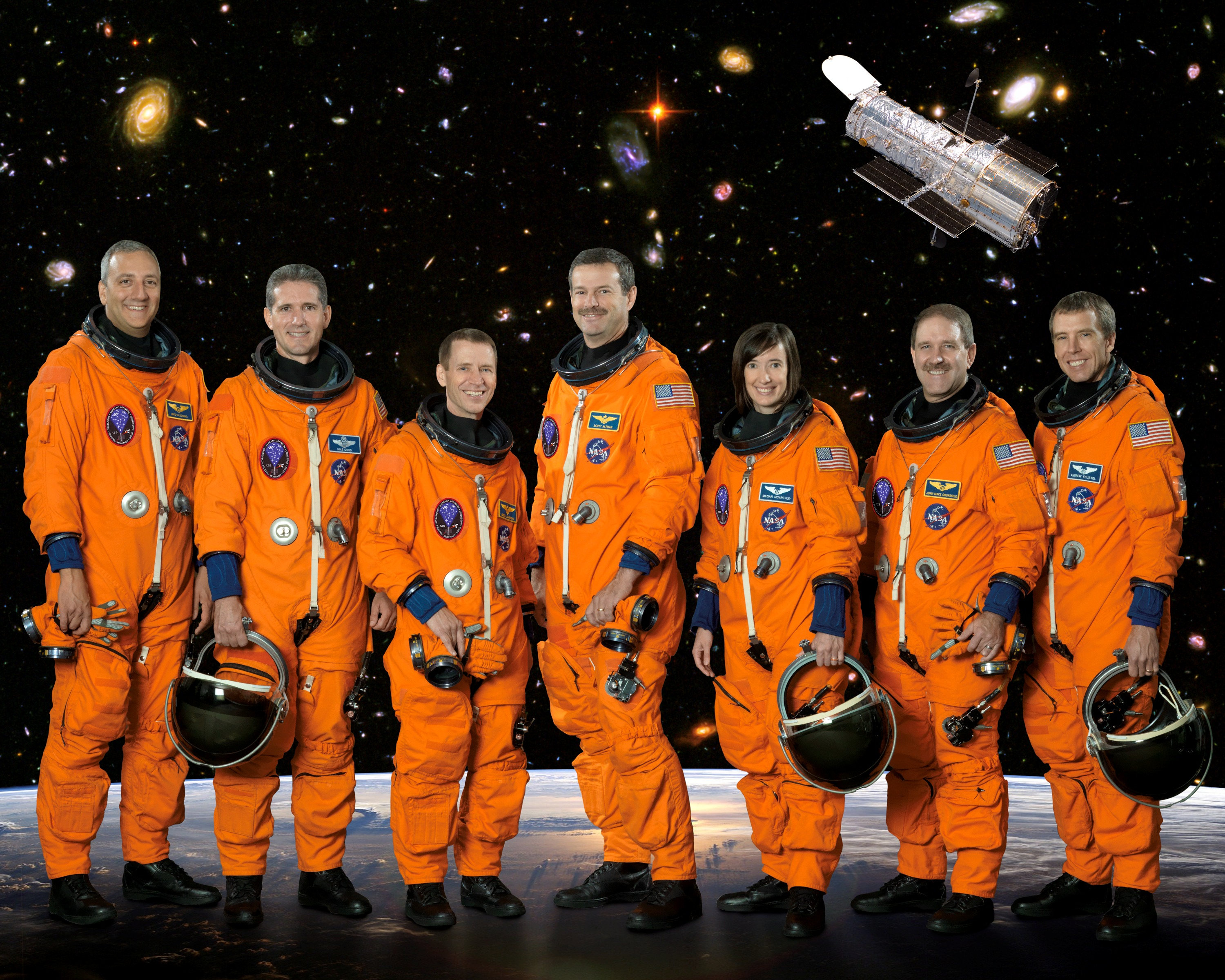
Екіпаж астронавтів, які ремонтували ACS під час місії STS-125 у 2009 році

25 червня 2006 року в ACS стався електронний збій, але завдяки резервній електроніці інструмент вдалося успішно включити. Після серії інженерних випробувань було підтверджено, що підсистеми інструменту, зокрема CCD-детектори, працюють належним чином. 4 липня 2006 року ACS відновив наукові операції. 23 вересня 2006 року ACS знову вийшов з ладу. Однак до 9 жовтня проблема була діагностована та усунена.
27 січня 2007 року ACS знову зазнав неполадки через коротке замикання в резервному джерелі живлення. Канал Solar Blind Channel (SBC) було відновлено до роботи 19 лютого 2007 року. Канал широкого поля (WFC) був повернутий в експлуатацію під час місії STS-125 у травні 2009 року. Проте канал високої роздільної здатності (HRC) залишався вимкненим через несправності.

## Галерея

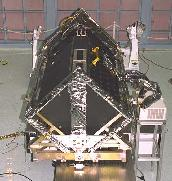
ACS під час збирання
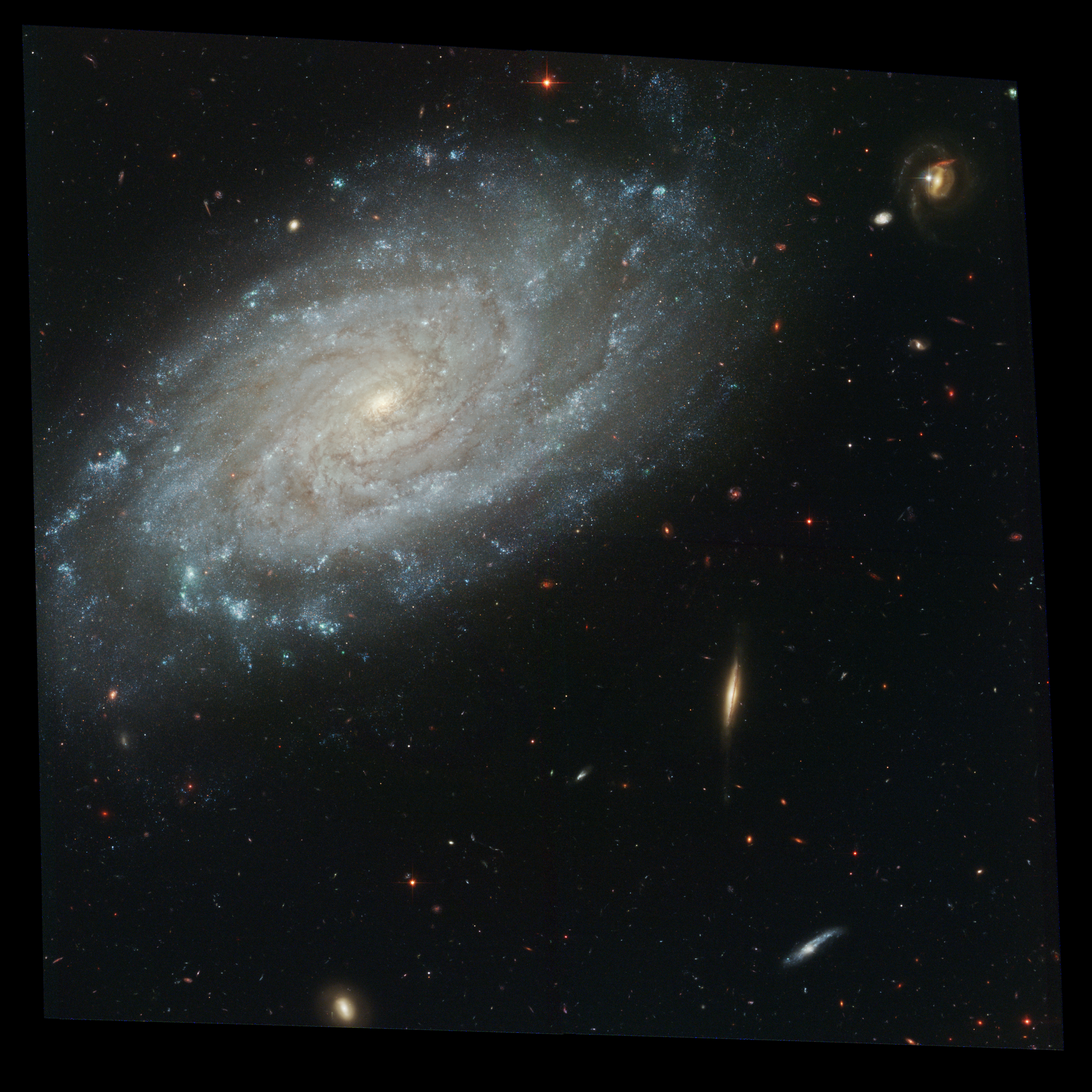
Зображення NGC 3370 через канал широкого поля (ACS/WFC) від 2002 року.
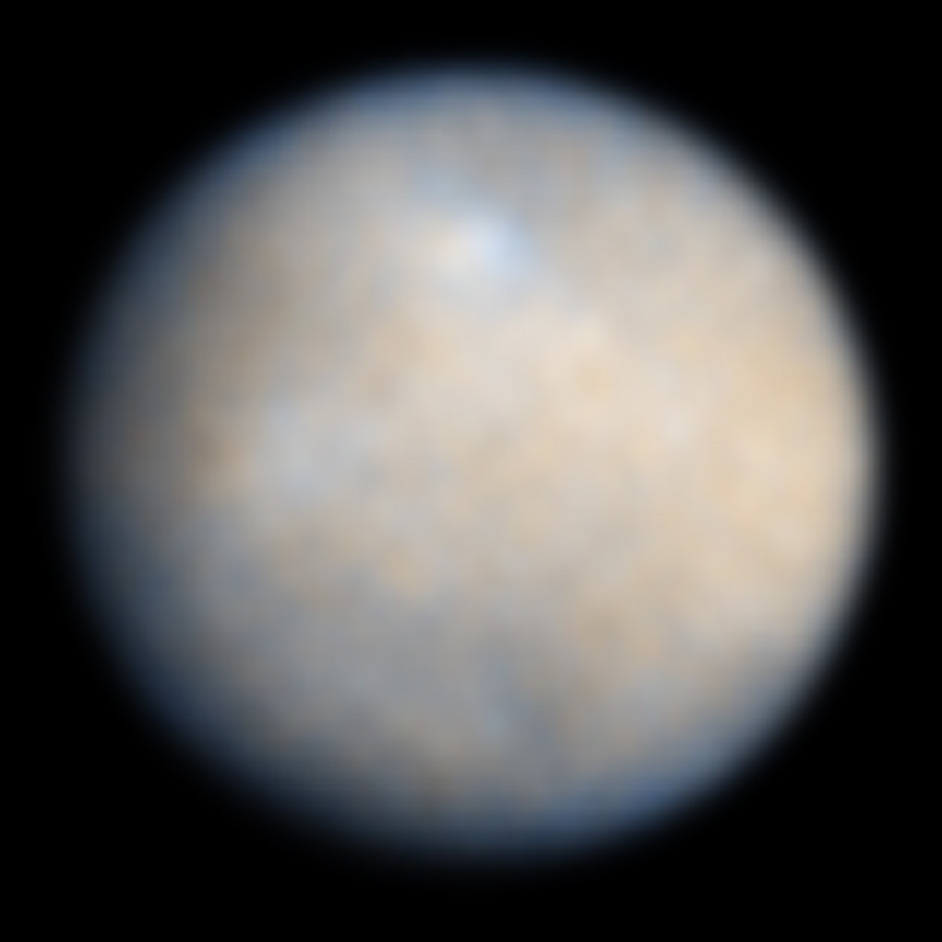
Зображення Церери через канал високої роздільної здатності (ACS/HRC) від 2005 року.